# Diocese de Mont-Laurier
A Diocese de Mont-Laurier (Latim:Dioecesis Montis Laurei) foi uma diocese localizada na cidade de Mont-Laurier no Quebec, pertencente a Arquidiocese de Gatineau no Canadá. Foi fundada em 1913 pelo Papa Pio X.

## História
A Diocese de Mont-Laurier foi criada em 21 de abril de 1913 pelo Papa Pio X através da cisão da Arquidiocese de Ottawa. Em 1951 a diocese perde território para a criação da Diocese de Saint-Jérôme.
Em 1 de junho de 2022, foi suprimida e seu território, incorporado ao da Diocese de Saint-Jérôme, criando a nova Diocese de Saint-Jérôme-Mont-Laurier.

## Lista de bispos
A seguir uma lista de bispos desde a criação da diocese em 1913. 
|                          | Nome                         | Período     | Notas                                       |
| Bispos                   | Bispos                       | Bispos      | Bispos                                      |
| ------------------------ | ---------------------------- | ----------- | ------------------------------------------- |
| 7º                       | Raymond Poisson              | 2020 - 2022 | Passou a bispo de Saint-Jérôme-Mont-Laurier |
| 6º                       | Paul Lortie                  | 2012 - 2019 | Nomeado bispo emérito dessa diocese         |
| 5º                       | Vital Massé                  | 2001 - 2012 | Nomeado bispo emérito dessa diocese         |
| 4º                       | Jean Gratton                 | 1978 - 2001 |                                             |
| 3º                       | Joseph Louis André Ouellette | 1965 - 1978 |                                             |
| 2º                       | Joseph-Eugène Limoges        | 1922 - 1965 | Faleceu no cargo                            |
| 1º                       | François-Xavier Brunet       | 1913 - 1922 | Faleceu no cargo                            |
| Bispo-auxiliar           |                              |             |                                             |
|                          | Joseph Louis André Ouellette | 1956-1965   |                                             |
| Administrador apostólico |                              |             |                                             |
|                          | Paul-André Durocher          | 2019-2020   | Arcebispo de Gatineau                       |